# モンキー・パンチ
モンキー・パンチ（本名：加藤 一彦（かとう かずひこ）、1937年〈昭和12年〉5月26日 - 2019年〈平成31年〉4月11日）は、日本の漫画家。東京工科大学大学院修士課程修了。
有限会社エム・ピー・スタジオ代表（初代）、デジタルマンガ協会会長（初代）、大手前大学人文科学部教授、大手前大学メディア・芸術学部教授、社団法人日本漫画家協会理事、専門学校札幌マンガ・アニメ学院顧問などを歴任した。
筆名として加東 一彦（かとう かずひこ）、ムタ 永二（むた えいじ）、かとう・一彦（かとう かずひこ）といった名義を用いたこともある。

## 概要
『ルパン三世』や『一宿一飯』をはじめとして、多数の青年漫画を手掛けた。漫画の制作にコンピュータを積極的に取り入れており、デジタルマンガ協会を設立して初代会長を務めた。『ルパン三世』、『復讐屋』、『シンデレラボーイ』、『MUSASHI -GUN道-』などアニメ化された作品も数多い。アニメーション映画『ルパン三世 DEAD OR ALIVE』で自ら監督した。大手前大学で人文科学部やメディア・芸術学部の教授として後進を育成した。東京工科大学メディア学部に客員教授として招かれ、専門学校札幌マンガ・アニメ学院顧問、日本漫画家協会で理事や参与、それぞれを務めた。

## 来歴

### 生い立ち
北海道厚岸郡浜中村（現・浜中町）出身。実家は漁師。学生時代は地元唯一の医師である道下俊一の元でレントゲンの助手などを務め、漫画で患者を和ませていた。北海道霧多布高等学校を経て、東海大学専門学校電気科を中途退学する。
手塚治虫の漫画に影響を受けて漫画を描き始め、高校卒業後の1957年に上京し、1959年から「加東一彦」のペンネームで貸本専門の出版社で執筆をしながら、弟の加藤輝彦と、もう一人の友人と同人活動を行っていた。
上京後、アメリカのパロディ雑誌『MAD』の影響を受けて作風がアメコミ風に変化すると、『漫画ストーリー』（双葉社）の清水文人編集長の目に留まり、1966年に「ムタ永二」のペンネームで『プレイボーイ入門』（『漫画ストーリー』）で本格的にデビューする。「マニア・ぐるうぷ」名義で、「摩周仙二」「霧多永二」などが参加しているようにみせていたが、実際はすべて加藤一人で手がけた。

### 漫画家として

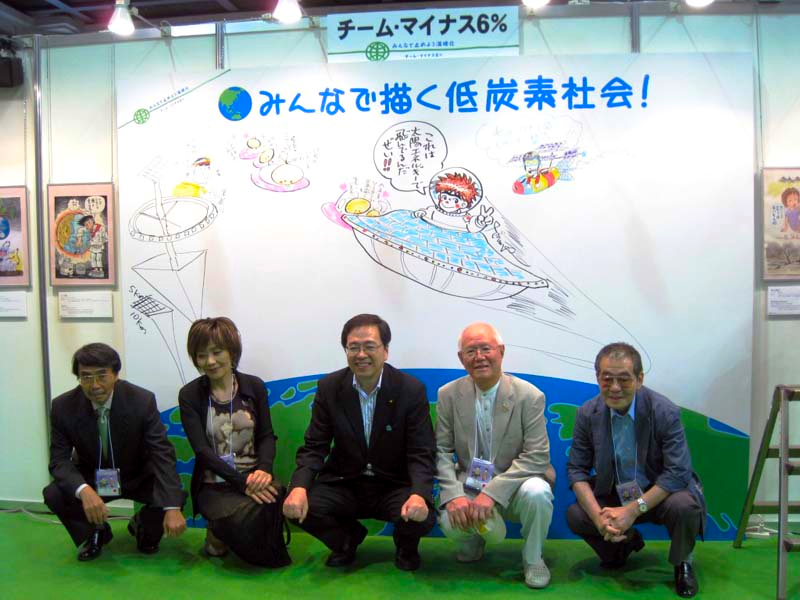
2009年9月6日、国際マンガサミットフェスタにて国際マンガサミット実行委員会委員長水島新司（左端）、マンガジャパン代表理事里中満智子（左から2人目）、環境大臣斉藤鉄夫（中央）、日本漫画家協会常務理事ちばてつや（右から2人目）と

1966年に清水編集長の命でペンネームを「モンキー・パンチ」と改名する。清水が新人に適当に付けた名前で本人は気に入らずに1年ほどで変えるつもりが、この名義で翌年に発表した作品が大ヒットして変えられなくなった。清水がこの時期に新人に適当に付けた外国人風の名前に、バロン吉元やケン月影などがある。
1967年5月にバロン吉元やケン月影など『漫画ストーリー』の新人漫画家らを中心に刊行された『増刊漫画ストーリー アクション特集号』で表紙絵に抜擢され、8月に清水を編集長として新たに創刊された青年向け週刊漫画雑誌『週刊漫画アクション』の表紙絵も担当した。『漫画アクション』8月10日創刊号より「ルブラン原作」表記で『ルパン三世』の連載を始める。これが現在も継続してアニメ化される大ヒットとなり、出世作にして代表作となった。
1980年代以降、サンディエゴ・コミックコンベンションにてインクポット賞、ローマ・コミックフェスティバルROMICS金賞、AMD Award功労賞を受賞し、国内外から注目されている。
2003年4月、66歳にして、「きちんとした勉強をしないと、これ以上先に進めない」と考え、東京工科大学大学院メディア学研究科メディア学専攻（現・バイオ・情報メディア研究科メディアサイエンス専攻）修士課程（現・博士前期課程）に入学し、2005年3月に修了した。
2005年4月より、大手前大学人文科学部メディア・芸術学科マンガ・アニメーションコース教授（2007年4月より、メディア・芸術学部マンガ・アニメーション系）。
2010年5月から東京工科大学でメディア学部客員教授を務める。
2015年、東京アニメアワード2015・アニメ功労賞を受賞。
2016年、「モンキー・パンチとルパン三世」として北海道新聞文化賞を受賞。
2017年、専門学校札幌マンガ・アニメ学院顧問に就任。
2019年4月11日、誤嚥性肺炎のため妻に看取られ死去。81歳没。次男で株式会社エム・ピー・ワークス社長の加藤州平が喪主を務めた。

## 人物・エピソード
「モンキー・パンチ」が兄弟の共同ペンネームという説は、雑誌の取材に対し弟の加藤輝彦と兄弟それぞれで漫画を書いているという意味で答えたことが、「2人でモンキー・パンチ」として記事となったことから生じた誤解であり本人たちが『漫画アクション』2018年1月4日号のインタビューでこの風説を否定している。キャラクター・ストーリー・メインの絵は兄の作で、輝彦はアシスタントの役割に徹していたという。
かつては同人作家としての活動も行っていたことがあり、同人誌「マニア」の発行を手掛けていた1人でもあった。
作風が西欧風なのは、国外特にアメリカの雑誌の漫画も読んでいて影響を受けたからと言われる。神田の古書店で『MAD』に出会い、特にモート・ドラッカーの画風が好きだったという。「モンキー・パンチ」というペンネームは、その西欧風の作風と併せて「どこの国籍の人が描いているか分からなくする」ために(意味のない名をつけたとも語っている、双葉社の『漫画ストーリー』清水文人編集長からつけられた。当初、加藤本人はこのペンネームを不満に思い一年ほどの暫定的なペンネームのつもりでいた。『ルパン三世』等の作品の話のラストのコマに書かれているサインはカタカナではなく、ひらがなで「もんきーぱんち．」（「も」はハート型）と書かれている。
浜中町の僻地医療を描いた『プロジェクトX』（NHK）に、道下俊一医師の助手として出演歴あり。ここで紹介された診療所と同名の施設を『ルパン三世』の『健在ルパン帝国』にて登場させたこともある。フジテレビで放送された『潮風の診療所〜岬のドクター奮戦記〜』の中ではモンキー・パンチを世に送り出すきっかけをつくった道下医師の事及び本人の若き日々が描かれていた。
モンキー・パンチはあくまでルパン三世を「悪漢の大泥棒」として描きあげたが、アニメや映画などでは「心優しい大泥棒」ルパンという設定で、原作とは大きく性格が異なる部分がある。モンキー・パンチもルパンの中に優しい面があることは公言していたが、あくまでもルパンは悪事を働く泥棒であり「ルパンは（アニメで描かれるような）義賊ではない」といった旨の主張を続けていた。アニメではルパンや次元大介・石川五ェ門・銭形警部・峰不二子のキャラクターは、アニメ及び映画の性格設定がよく浸透していたため、モンキー・パンチ本人が初めて監督を務めたとき、「敵を後ろから刺す」というシーンでディレクターに「ルパンはそんなキャラではない」と言われ、原作者であるにもかかわらず却下されてしまった。
アメリカ合衆国の映画会社MGM製作のアニメ映画『トムとジェリー』の掛け合いが好きで、そのままルパン三世の世界として採用しており、銭形警部はトム、ルパン三世はジェリーをモデルにしている。『トムとジェリー』が心の底から好きだったため、原作者であるウィリアム・ハンナとジョセフ・バーベラに会いに渡米したこともある。この際、作者であるバーベラからルパン三世をモチーフにしたイラストを色紙に書いてもらっている。
Appleのパソコンの初期からのユーザーとしても有名である。Apple IIで作画を試みたことがあるが、当時のコンピュータは描画能力があまりにも低く、漫画が描けるレベルでの作画は不可能だった。後にアップルのMacintosh(Mac)とワコムの液晶ペンタブレットを利用して、作画を行っていた。漫画のデジタル表現に関する研究を目的としたデジタルマンガ協会（2003年発足）の発起人となり、2012年まで会長を務めた。
また、無類のオーディオ・ビジュアルマニアとしても知られ、世界初の家庭用4KプロジェクターSony VPL-VW1000ESや現代ハイエンドの一角を担うスピーカーJBL DD67000などのウルトラハイエンドな機器をいち早く取り入れた、マニア垂涎のホームシアターシステムを自宅に構築している。
1996年から千葉県佐倉市 に居を構え、佐倉市広報カレンダーの作画を担当、2014年には、佐倉市市制施行60周年記念として、原動機付自転車のルパン三世のご当地ナンバープレートが実現した。将来、自らキャラクターデザインを行いCGを駆使したハイクオリティーのアニメ映画を製作するのが夢と語っていた。「日本マンガ塾」講師も務めていた。
2000年代以降、創作活動は企業との協業などをのぞいてほとんど行わなくなったが、大学で教鞭をとるなど、晩年まで後進の育成や業界振興に専心した。

## おもな漫画作品
- 1959年 - 貸本漫画時代 
  - ナンバー5+α
  - GANハスラー
  - 反逆児
  - 犯人を挙げろ
  - 公開殺人
  - 秘密工作
  - 殺し屋同盟シリーズ  ホープ書房 - 篠原とおるとの2人集として以後同形式にて発刊
    1. 殺し屋同盟 70P
    2. 黒い狼 45P
    3. 影のない男（前編） 45P
    4. 影のない男（後編） 45P

  - ミステリー62 ホープ書房収録作　
    1. マクベスよ復讐せよ 39P
    2. いかす奴 35P

  - ウェスタン(2)ホープ書房収録作
    - エロール・フリン 40P

  - 『怪談クラブ 文洋社収録作　
    - 2 怪談野郎(1) 50P - 加東一彦名義
    - 3 怪談野郎(2) 49P - カトウ一彦名義
    - 4 チャンネルぜろ 43P - かとう一彦プロ名義
    - 5 死メン 43P - かとう一彦名義
    - 6 復讐 43P - かとう一彦名義　　　　　　　
    - 7 古井戸 40P - かとう一彦名義　作品上は「古いど」表記

  - アウトサイダー(1) 文洋社 A5判ソフトカバー単行本収録作、奥付は「全漫プロダクション」名義
    - 殺しのオ時間デス 129P - かとう一彦名義、巻末に1962.11.12表記あり
    - C調刑事さん 125P - かとう一彦名義

  - 0地帯へ来た男 134P 掟風太郎シリーズ(1) 太平洋文庫 - 加藤一彦名義、A5判ソフトカバー単行本、昭和37年9月29日発刊
- 1966年 - 
  - プレイボーイ入門 - マニア・ぐるうぷ（ムタ永二）名義
  - 荒野の無用心棒
  - ピンク・ガードマン…必殺のブルース
  - 呪われたダイヤ - モンキー・パンチ名義
- 1967年
  - アウト・サイダー - 衛星でアニメ化
  - 銀座旋風児（原作:川内康範）
  - ルパン三世 - モンキー・パンチ名義[注釈 1]
- 1968年
  - ウエスタン侍
- 1969年
  - パンドラ - モンキーパンチ漫画活動大写真にてアニメ化
  - 復讐屋（リベンジャー） - モンキーパンチ漫画活動大写真にてアニメ化
- 1970年
  - スパイ貴族 - モンキーパンチ漫画活動大写真にてアニメ化
  - ドキュメンチスト
  - ルパン三世外伝
  - TAC・TICS
- 1971年
  - マルチ
  - 怪人ジャガーマン
  - ルパン三世 新冒険
- 1972年
  - 一宿一飯 - モンキーパンチ漫画活動大写真にてアニメ化
  - シャム猫 - シャム猫 -ファーストミッション- として2001年劇場アニメ化
  - 摩訶男（原作：牛次郎）
  - ムッシュ甲賀（原作：辻真先）
  - KEY
  - 囮り屋 なめくじ
  - やる気充分
- 1973年
  - トテチテ太（原作：牛次郎）
  - どっかんゴクウ
  - ホームズ対ルパン　ダイヤのビーナス（加納一朗著学研ジュニアチャンピオンコース『名探偵登場』所載）
- 1974年
  - おれはカザノ派 - モンキーパンチ漫画活動大写真にてアニメ化
  - カラー・ガール - モンキーパンチ漫画活動大写真にてアニメ化
  - ルパン三世 スーパースター
- 1975年
  - どらきゅらクン
  - UPUPバルーン - モンキーパンチ漫画活動大写真にてアニメ化
  - 逆イソップ物語 - モンキーパンチ漫画活動大写真にてアニメ化
  - サイレント・ウォーキング（「UPUPバルーン」奇想天外文庫に収録時のタイトル。初出は「ヒモ」など不定）
- 1976年
  - Mr.ジョー
  - ルパン小僧（週刊少年アクションで短期連載）
  - 透明紳士
  - 虚人烈伝 ナポレオン（コミックギャング）
  - モンキー・パンチの月光仮面 月光仮面VSマンモスコング（原作：川内康範）
- 1977年
  - 幕末ヤンキー
  - 新ルパン三世
  - リトル・マフィア
  - 時間エージェント（原作：小松左京）
  - あっかん兵衛　（コミックギャング）
- 1978年
  - アリス・ザ・ワイルド - モンキーパンチ漫画活動大写真にてアニメ化
  - Mrとうめい
  - あに丸大将
  - SFスペース・ソルジャー
- 1979年
  - 快傑ゼロ
  - 非魔人クラブ
  - オレは“上等”だ～い!!
- 1980年
  - ホーラ・ホームズ
  - ろぼっと球団ガラクターズ - アニメ「おまかせスクラッパーズ」原作
  - シンデレラ・ボーイ - アニメ化
- 1981年
  - ジャッキー&ドンキー
  - ローラーボーイ
- 1982年
  - 宇宙冒険隊メカベンジャー（原作：首藤剛志）
  - シンデレラ・ボーイ - 上記とは別作品
- 1983年
  - 先公はなび
  - RUNだ!! 乱 (旺文社パソコン誌 マイコンボーイ)
- 1984年
  - SEXY ルパンⅢ
  - ルパン三世PART3　俺ッ流派無し…!!
  - ラッキーどんきー（北海道新聞　日曜版）
- 1985年
  - ルパン三世の英会話作戦 キーポイントを盗め!
  - 新ルパン三世 女だけの刑ム所
  - ホット・ブレイク（原作：玉置輝）
- 1987年
  - ピンキィ・パンキィ - モンキーパンチ漫画活動大写真にてアニメ化
  - ダアティ・ジョオク - 初出不明
  - ジャンピラ
- 1990年
  - ぎゃくてんデジタル組（毎日中学生新聞）
- 1991年
  - 緊急発進セイバーキッズ（アニメ化）
- 1996年
  - ギャルッ子ピーチ(毎日小学生新聞日曜版)
- 1997年以降
  - 千夜一夜物語（中央公論社『GQジャパン』）
  - MUSASHI -GUN道-
  - 超こち亀（秋本治との合作ルパン三世を掲載）
  - 漫画活動大写真

## その他
- キャラクター原案
  - 日生ファミリー・スペシャル『坊っちゃん』（TVアニメ、1980年）
  - パチンコ「CR元禄義人伝浪漫」（2010年）
- キャラクターデザイン
  - 日生ファミリー・スペシャル『姿三四郎』（TVアニメ、1981年）
- 挿絵
  - ハリイ・ハリスン 『テクニカラー・タイムマシン』（浅倉久志訳、早川書房、1976年、ISBN 978-4150101930）
  - 津山紘一『プレイボーイスパイ城京助の華麗なる大冒険』（集英社、1979年）
  - 大野進『少年科学探検隊ニュートンズ 地震のなぞをさぐれ』（あかね書房、1982年、ISBN 978-4251065018）
- 原作・キャラクターデザイン
  - スクーパーズ（OVA、1987年）
- 翻案
  - 『アニメ三銃士』（TVアニメ、1987年）
    - 『アニメ三銃士 アラミスの冒険』（アニメ映画、1989年）

  - 千夜一夜物語
- アニメ監督
  - 「ルパン三世 DEAD OR ALIVE」（1996年）
  - 「ルパン三世 ルパンは今も燃えているか?」（2018年）
- パッケージデザイン
  - ゲーム
    - Xbox 360「ライオットアクト」（2007年） ※日本版・アジア版

  - レコードジャケット
    - 『ルパン三世シリーズ』（日本コロムビア）サントラLP表紙画

  - 百円ライター
- 広告
  - 宮島競艇場（広島県）挿絵（スポーツ新聞などに掲載）
- 題字
  - 秘密結社鷹の爪.jp 第20話提供クレジット

## 出演

### CM
- シャープ MZシリーズ（1983年）